# Sincipucio
El sincipucio es una parte de la cabeza que está relacionada con la frente y limitada por el occipucio.

## Definición
El sincipucio es el nombre que recibe la parte de la cabeza que abarca desde la frente hasta la parte superior de la cabeza.

## Obstetricia
En obstetricia, también se le llama sincipucio al punto donde se conecta la sutura coronal y la sutura sagital ubicadas en la parte superior del cráneo.